# Poul-Erik Høyer Larsen
Poul-Erik Høyer Larsen (20 settembre 1965) è un ex giocatore di badminton danese.

## Carriera
Ha vinto la medaglia d'oro olimpica nel badminton alle Olimpiadi di Atlanta 1996 nel singolare.
Ha partecipato anche alle Olimpiadi di Barcellona 1992 e alle Olimpiadi di Sydney 2000.
Nelle sue partecipazioni ai campionati europei di badminton ha conquistato tre medaglie d'oro (1992, 1994 e 1996), una medaglia d'argento (2000) e due medaglie di bronzo (1990 e 1998).